# 吉林城城墙

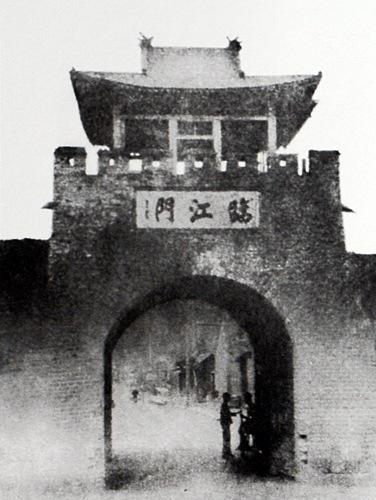
吉林城临江门

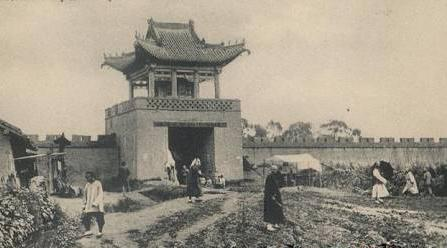
吉林城朝阳门

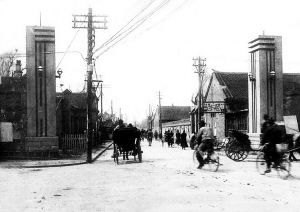
北新开门，1930年摄

吉林城城墙，位于中国吉林省吉林市船营区，今已无存。

## 历史
康熙十年至十二年（1671年-1673年），宁古塔副都统安珠瑚监督修建吉林乌拉城池，此为吉林市城垣之始。此时，吉林城在东、西、北三面各有1城门。清乾隆七年（1742年），吉林城扩建，东、西、北三面筑土为墙，此时门增至五个，即西门、大北门、巴尔虎门、大东门、小东门。
同治六年（1867年），吉林城木墙全部改为土墙。北墙向北展修，并增四门，此时吉林城变为8门。光绪九年（1883年），吉林城土墙改修为砖墙，并在城墙上加筑垛口。
1909年，增一新开门；1930年，在大东门与巴尔虎门之间增开一门，称作北新开门。

## 城门
吉林城共有10座城门，分别为：迎恩门（临江门）、福绥门、德胜门、致和门、北极门、巴尔虎门、北新开门、朝阳门、新开门、东莱门。